# Lara Croft: Tomb Raider - La culla della vita
Lara Croft: Tomb Raider - La culla della vita (Lara Croft: Tomb Raider - The Cradle of Life) è un film del 2003 diretto da Jan de Bont.
La pellicola è un lungometraggio d'avventura interpretato da Angelina Jolie ed è il sequel di Lara Croft: Tomb Raider del 2001.

## Trama
Un potente terremoto nei dintorni di Santorini riporta alla luce il Tempio della Luna, costruito da Alessandro Magno e adesso sprofondato nel Mar Egeo. Lara Croft organizza una spedizione per razziarne i tesori; tra essi, l'archeologa trova una strana sfera d'ambra che sembra brillare di luce propria, e un medaglione dorato. Entrambe le cose, però, le sono rubate da Chen Lo, un capo della mafia cinese, che uccide i suoi uomini e tenta di intrappolarla nel Tempio che sta crollando. Lara riesce a salvarsi per il rotto della cuffia cavalcando uno squalo.
Una volta tornata a Croft Manor, una furiosa Lara riceve la visita di alcuni agenti dell'MI6, i quali la incaricano di ritrovare il Vaso di Pandora: questo artefatto contiene, in realtà, un virus letale in grado di uccidere l'intera umanità, e sulle sue tracce si trova il dottor Jonathan Reiss, un tempo scienziato stimato, oggi uno spietato bioterrorista internazionale. Egli vuole usare il virus nel Vaso per infettare l'umanità e arricchirsi vendendone il vaccino. Il Vaso si trova nella cosiddetta "Culla della Vita", un luogo misterioso la cui chiave è, in effetti, la Sfera che Lara aveva rinvenuto nel Tempio della Luna. Per questa impresa, Lara chiede l'aiuto di Terry Sheridan, suo vecchio amante oggi in prigione, che conosce molto bene le abitudini della malavita cinese.
Lara e Terry si recano allora in Cina, dove prima combattono contro Chen Lo e i suoi uomini in un villaggio sperduto, poi affrontano gli uomini di Reiss in un quartiere cittadino e infine irrompono nel suo grattacielo, dal quale fuggono grazie a delle speciali tute alari. Nel corso di queste azioni, Lara recupera il medaglione e la Sfera e scopre che sul primo è inciso il codice musicale che sblocca la seconda.
Nel frattempo Terry inizia a manifestare interesse nei confronti di Lara, ma questa lo abbandona legato in una camera, poiché sa che se lui dovesse tradirla per il proprio profitto, lei sarebbe in grado di ucciderlo.
L'archeologa stabilisce un contatto con Bryce e gli manda il codice del medaglione; lui lo decifra e Lara riesce ad attivare la Sfera, che le rimanda l'immagine dell'Africa: è lì che si trova la Culla della Vita. Lara parte subito, ma, in realtà, Bryce e Hillary erano stati presi in ostaggio dagli uomini di Reiss, che subito la seguono. Anche Terry si mette sulle sue tracce.
In Africa, Lara si incontra con Kosa, un agente segreto africano, che la porta dalla tribù indigena posta a guardia della Culla della Vita. Il capo le rivela che essa si trova in un cratere abbandonato, ma è presidiata dai "Guardiani-Ombra". Alcuni uomini della tribù accettano di condurla là, ma vengono fermati dagli uomini di Reiss, che li attacca e ricatta Lara, dicendole che se non la condurrà alla Culla della Vita ucciderà Hillary, Bryce e Kosa. Con riluttanza, Lara accetta.
Arrivati nel cratere dove si nasconde la Culla, Lara e gli uomini di Reiss vengono attaccati dai Guardiani-Ombra, delle creature soprannaturali che reagiscono ai minimi movimenti. Dopo che essi hanno decimato l'esercito di Reiss, Lara riesce però a sconfiggerli introducendo la Sfera nell'entrata della Culla. Lara e Reiss vi si introducono.
La Culla è uno strano labirinto dove le leggi della fisica sembrano non valere. I due riescono a ritrovare la pozza di acido dove è nascosto il Vaso di Pandora. Tra loro scoppia una violenta battaglia, che termina solo grazie all'intervento di Terry, che nel frattempo è arrivato e ha liberato tutti gli ostaggi di Reiss. Lo scienziato viene così scaraventato nella pozza dell'acido nero e muore riuscendo appena a sfiorare il Vaso.
Mentre Lara sta per tornare indietro, però, Terry cerca di appropriarsi del Vaso; Lara, conscia del pericolo che esso potrebbe dare, cerca di impedirglielo. Tra i due che si confrontano, al termine della discussione quando Lara si rifiuta, gli spara con rimpianto per non soccombergli. Lara stessa è tentata di aprire il Vaso, ma all'ultimo rinuncia e lo lascia, stavolta per sempre, nella pozza dell'acido nero: ha compreso che alcuni tesori non andrebbero mai riportati alla luce. Lara torna vittoriosa alla tribù e regala il medaglione-chiave al capo; qui, inoltre, trova Hillary e Bryce impegnati in alcuni rituali tribali. Quando la donna spiega loro che si tratta di cerimonie matrimoniali i due scappano insieme a lei alla volta di casa.

## Produzione
La produzione del film iniziò a fine 2001, pochi mesi dopo il rilascio del suo predecessore.
In alcune interviste Jon Voight, padre di Angelina Jolie e interprete del padre di Lara nel primo film, dichiarò di essere a conoscenza dello script del sequel e che lui stesso era stato richiamato nelle vesti di Richard Croft; questa notizia fu successivamente smentita.
Circolò anche la voce secondo la quale la stessa Angelina non avesse intenzione di reinterpretare Lara Croft, e che sarebbe stata sostituita dall'allora sconosciuta Kelly Brook. Le voci furono smentite nel 2002 con un comunicato stampa nel quale veniva designato Jan De Bont come regista del film e la Jolie di nuovo nelle vesti di Lara.
Il film è stato effettivamente girato in Grecia, Cina ed Africa, mentre le scene nella Culla della Vita furono realizzate in appositi teatri di posa ai Pinewood Studios.

## Distribuzione
Il film è uscito nelle sale statunitensi il 25 luglio 2003, mentre in Italia il 24 ottobre dello stesso anno.

## Accoglienza

### Incassi
L'incasso ammonta a poco più di 156 milioni di dollari, a fronte di un budget di 95 milioni per la produzione. Il successo è inferiore a quello del precedente capitolo, che ha guadagnato 275 milioni di dollari.

### Critica
Come il predecessore, il film è stato accolto negativamente dalla critica. Sul sito Rotten Tomatoes detiene il 24% delle recensioni professionali positive, basato su 171 recensioni. Su Metacritic ha un punteggio di 43 su 100, basato sul parere di 34 critici.
Per la sua interpretazione in questo film Angelina Jolie ha inoltre ricevuto una candidatura come peggior attrice durante l'edizione 2003 dei Razzie Award.

## Reboot
Dopo un terzo capitolo abortito sul nascere, causa il rifiuto di Angelina Jolie a riprendere il ruolo, nel marzo 2011 la GK Films di Graham King acquista i diritti cinematografici della serie con l'intenzione di produrre un reboot.